# Varvítsa
Varvítsa (grec moderne : Βαρβίτσα), est un village de Grèce en Laconie.

## Géographie
Il est situé à 42 km au nord-est de Sparte au pied du mont Parnon. 

## Histoire
Le village date vraisemblablement du XVIIe siècle et est connue comme lieu de naissance du révolutionnaire et voleur Zacharias Barbitsiotis, meurtrier entre 1780 et 1790 d'un préfet de Varvitsa.

## Personnalité liée au village
- Panayotis Stamatakis (1840-1885), archéologue, y est né.